# Catherine Samie

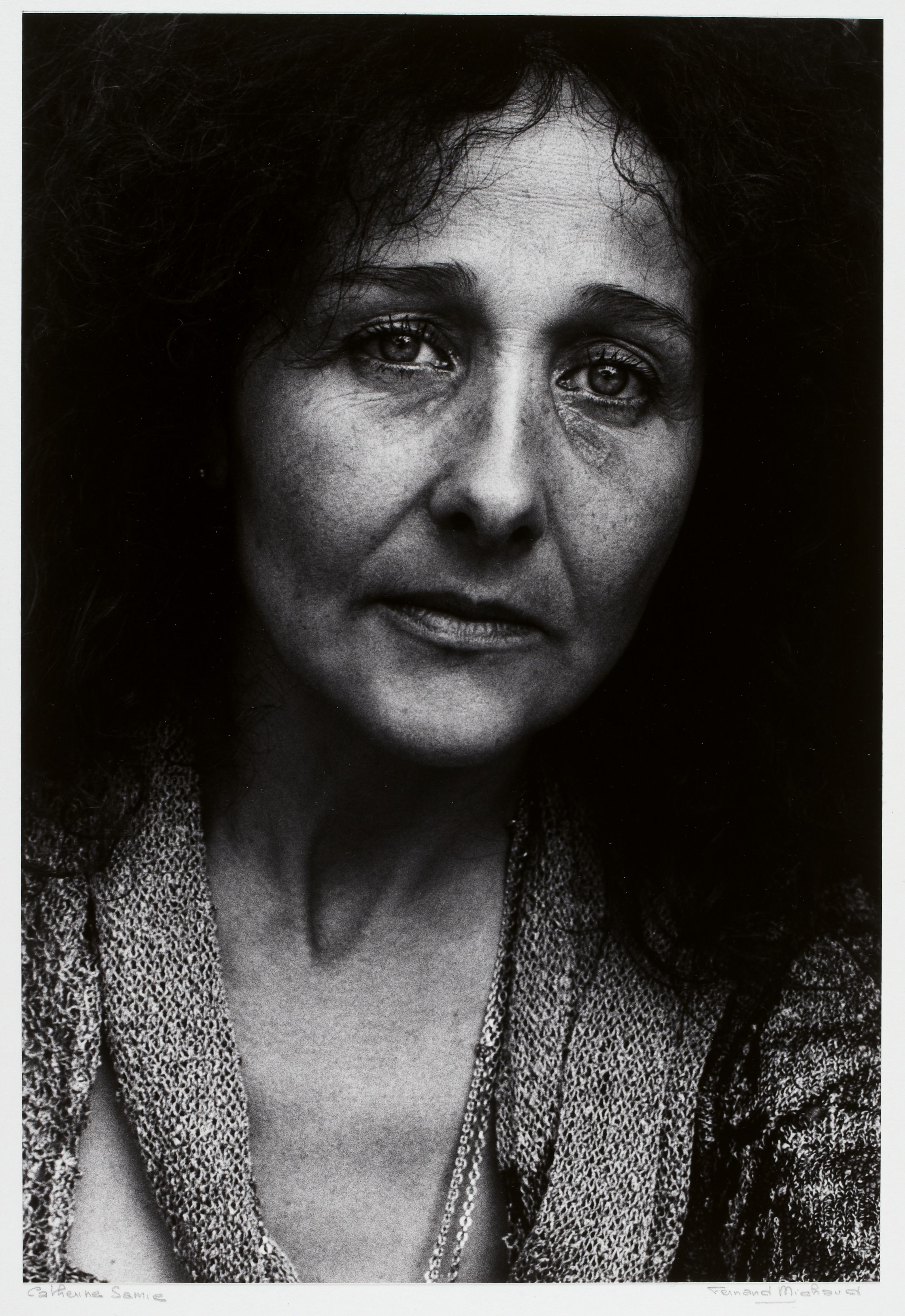
Catherine Samie no "Festival d'Avignon" de 1981.

Catherine Samie (Paris, 3 de fevereiro de 1933) é uma atriz francesa.